# Bronisław Porzych
Bronisław Porzych (ur. 12 września 1938 roku w Niwach, zm. 9 października 1995 roku w Toruniu) – ksiądz katolicki, prałat, pierwszy proboszcz parafii Matki Bożej Królowej Polski w Toruniu.
Był absolwentem Wyższego Seminarium Duchownego w Pelplinie. Święcenia kapłańskie otrzymał w 1968 roku z rąk biskupa chełmińskiego Kazimierza Kowalskiego. Potem pracował jako wikariusz w parafiach Osiek, Golub-Dobrzyń i w Toruniu. W 1982 roku został powołany na proboszcza nowo utworzonej parafii w Toruniu, pierwszej na największym toruńskim osiedlu – Rubinkowie I. 
Był duszpasterzem ludzi pracy. 26 czerwca 1987 roku został papieskim kapelanem honorowym. 27 marca 1992 roku został mianowany dyrektorem ekonomicznym nowo utworzonej diecezji toruńskiej, a 16 listopada tego samego roku kanonikiem gremialnym Kapituły Katedralnej Toruńskiej.
Został pochowany na przykościelnym cmentarzu Matki Bożej Królowej Polski w Toruniu.